# Maria Weston Chapman
Maria Weston Chapman (Weymouth, 25 luglio 1806 – Weymouth, 12 luglio 1885) è stata un'attivista ed abolizionista statunitense; fu eletta nel comitato esecutivo della American Anti-Slavery Society nel 1839 e dal 1839 al 1842 fu redattrice della rivista anti-schiavista The non-resistant.

## Primi anni di vita
Maria Weston nacque nel 1806 a Weymouth, nel Massachusetts, dal capitano Warren Richard Weston e da Anne (nata Bates) Weston. Aveva sette fratelli minori, cinque sorelle e due fratelli. Sebbene i Weston non fossero ricchi, erano comunque ben provvisti di risorse grazie al mecenatismo dello zio. Trascorse diversi anni della sua giovinezza vivendo con la famiglia in Inghilterra, dove ricevette una solida educazione.
Tornò a Boston nel 1828 per ricoprire il ruolo di preside di un liceo femminile di recente fondazione e socialmente progressista. Due anni dopo lasciò il campo dell'istruzione per sposarsi.

## Abolizionismo

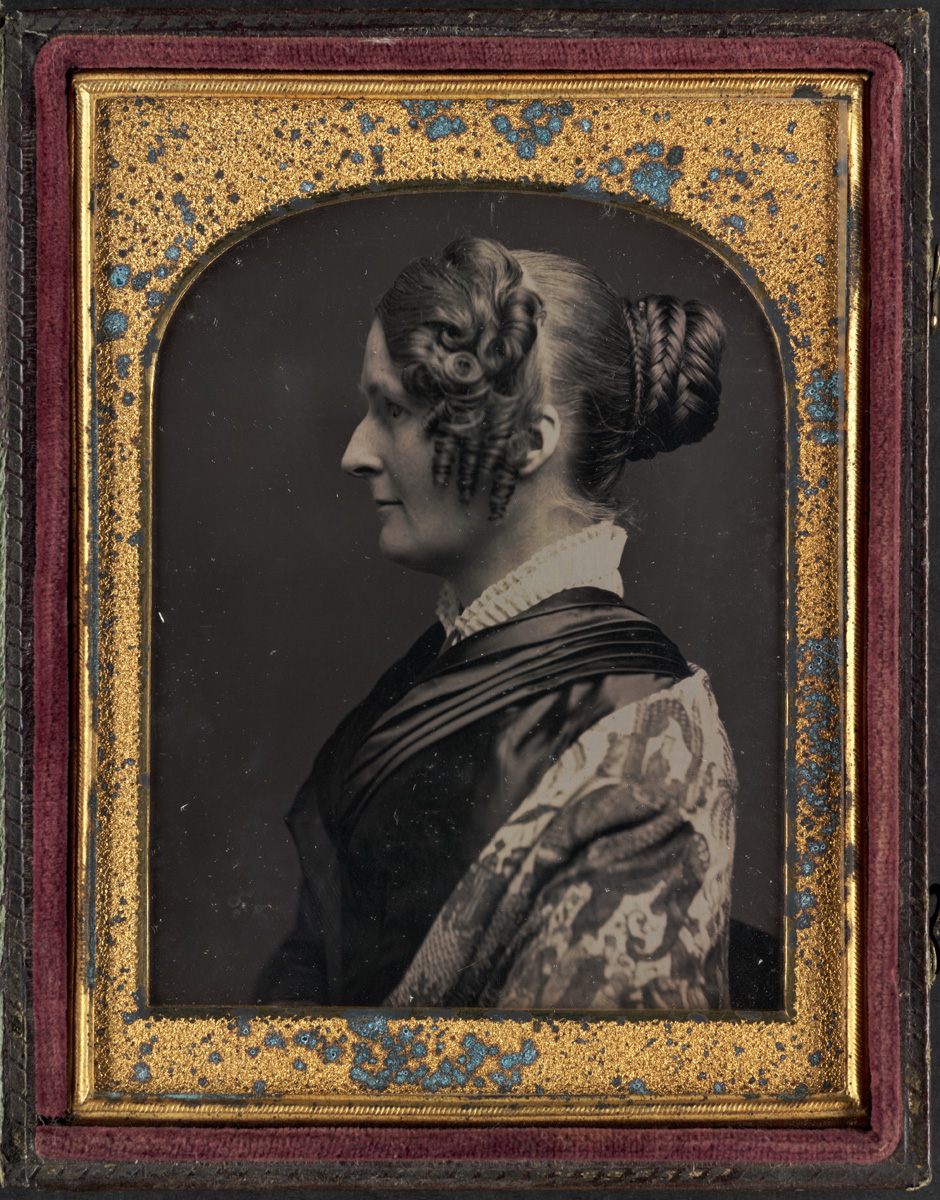
Maria Weston Chapman

Maria e suo marito Henry erano entrambi abolizionisti “garrisoniani”, cioè credevano in una fine “immediata” e senza compromessi della schiavitù, ottenuta con la “moral suasion” o la non resistenza. Rifiutavano tutte le coercizioni politiche e istituzionali, incluse le chiese, i partiti politici e il governo federale, come organismi per porre fine alla schiavitù. Tuttavia, sostenevano la coercizione morale che comprendeva il "come-outerismo" e la dissociazione, che si opponevano entrambi all'associazione con i proprietari di schiavi. Gerald Sorin scrive: “Nei suoi principi di non resistenza e nel suo ‘come-outerismo’, Maria era rigidamente dogmatica e moralista, ritenendo che ‘quando si è perfettamente nel giusto, non si chiede né si ha bisogno di comprensione’”.

### Impegno contro la schiavitù
Sebbene la Chapman si fosse avvicinata alla causa antischiavista attraverso la famiglia del marito, si impegnò rapidamente e strenuamente in questa causa, sopportando folle di pro-schiavisti, lo scherno sociale e attacchi pubblici al suo carattere. Anche le sue sorelle, in particolare Caroline e Anne, furono abolizioniste attive, anche se Maria è generalmente considerata la più schietta e attiva della famiglia. Secondo Lee V. Chambers, grazie al loro "lavoro di parentela", le sorelle si sostennero a vicenda attraverso le responsabilità familiari per ricoprire ruoli pubblici attivi. Le Chapman divennero figure centrali della “Cricca di Boston”, che consisteva principalmente in sostenitori di William Lloyd Garrison, ricchi e socialmente importanti. Nel 1835, Chapman assunse la direzione del Boston Anti-Slavery Bazaar, fondato l'anno precedente da Lydia Maria Child e Louisa Loring come importante evento di raccolta fondi. Diresse la fiera fino al 1858, quando decise unilateralmente di sostituire il bazar con l'Anti-Slavery Subscription Anniversary. La Chapman disse che la fiera era diventata obsoleta; sostenne che l'Anniversario, una serata esclusiva, solo su invito, con musica, cibo e discorsi, era più all'avanguardia e avrebbe raccolto più fondi del bazar. Come descritto dallo storico Benjamin Quarles, in questi anni Chapman e altri abolizionisti divennero esperti nell'uso di "tutte le raffinate tecniche di sensibilizzazione" nella raccolta di fondi per la causa dell'abolizionismo.
Oltre al suo lavoro in fiera, tra il 1835 e il 1865, la Chapman fece parte dei comitati esecutivi e commerciali della Massachusetts Anti-Slavery Society (MASS), della New England Anti-Slavery Society (NEASS) e della American Antislavery Society (AASS). Attraverso queste ultime fu attiva nelle campagne di petizione degli anni Trenta dell'Ottocento. Scrisse i rapporti annuali della Boston Female Anti-Slavery Society (BFASS) e pubblicò dei trattati per sensibilizzare l'opinione pubblica.
Per quasi 20 anni, tra il 1839 e il 1858, curò The Liberty Bell, un libro-regalo annuale contro la schiavitù venduto al Boston Bazaar come parte della raccolta fondi. Il libro-regalo era composto da contributi di varie personalità di spicco: Longfellow, Emerson, Elizabeth Barrett Browning, Harriet Martineau e Bayard Taylor, tra gli altri, nessuno dei quali fu pagato per il proprio contributo, a parte una copia di The Liberty Bell. Fu anche redattrice del The Liberator in assenza di Garrison e fece parte del comitato editoriale del National Anti-Slavery Standard, l'organo ufficiale dell'AASS. Fu anche membro dell'organizzazione pacifista Non-Resistance Society, che pubblicava The Non-Resistant.
La Chapman fu una scrittrice prolifica, con la pubblicazione di Right and Wrong in Massachusetts nel 1839 e di How Can I Help to Abolish Slavery? nel 1855. Oltre a queste opere, pubblicò poesie e saggi in periodici abolizionisti. Nel 1840 le divisioni tra i garrisoniani e l'ala più politica del movimento antischiavista divisero l'AASS e di conseguenza la BFASS in due fazioni opposte. Maria, soprannominata “Capitano Chapman” e “grande dea” dai suoi oppositori e “Lady Macbeth” anche dai suoi amici, superò l'opposizione. Assunse il controllo della risorta BFASS, che da quel momento in poi si concentrò principalmente sull'organizzazione del bazar di Boston come importante raccolta di fondi per l'abolizionismo.
La chiesa che frequentava, la Federal Street Church, unitariana, è presente nel Boston Women's Heritage Trail.

### Viaggi
Durante i suoi tre decenni di coinvolgimento nel movimento antischiavista, la Chapman trascorse un periodo considerevole fuori dagli Stati Uniti, prima ad Haiti (1841-1842) e poi a Parigi (1848-1855). Nonostante le sue prolungate assenze, continuò a rivestire un ruolo centrale nel movimento di Boston in generale e nel bazar di Boston in particolare. Mentre era all'estero, sollecitò tenacemente il sostegno e i contributi per le fiere di Boston da parte di membri d'élite della società britannica ed europea, come Lady Byron, Harriet Martineau, Alexis de Tocqueville, Victor Hugo e Alphonse de Lamartine.
Quando tornò negli Stati Uniti nel 1855, il “Bloody Kansas” e l'ascesa del Partito Repubblicano portarono la questione della schiavitù al centro del dibattito nazionale. È in questo periodo che la Chapman iniziò a discostarsi palesemente dall'ideologia garrisoniana, appoggiando il partito repubblicano e successivamente sostenendo sia la guerra civile americana sia la proposta di Abraham Lincoln, nel 1862, di una graduale emancipazione compensata degli schiavi. A differenza di molti garrisoniani, come lo stesso Garrison, Chapman non diede alcun segno di essere in conflitto tra il principio di non coercizione e l'obiettivo della Guerra Civile di abolire la schiavitù con la forza. Caratterialmente, la Chapman era risoluta e impenitente nelle sue nuove convinzioni come lo era stata nelle vecchie. Tuttavia, nonostante la fiducia appena espressa nello Stato, sembrò sentire poca responsabilità nei confronti degli ex schiavi una volta liberati.

## Vita privata
Henry Grafton Chapman (1804-1842), abolizionista di seconda generazione e ricco commerciante di Boston; i suoi genitori erano abolizionisti entusiasti. A detta di tutti, i Chapman ebbero un buon matrimonio, privo di tensioni ideologiche e finanziarie. Durante i 12 anni di matrimonio, che si concluse con la morte di Henry per tubercolosi nel 1842, ebbero quattro figli, uno dei quali morì nella prima infanzia.
Tra i figli c'era Henry Grafton Chapman Jr. (1833-1883), che sposò Eleanor Kingsland Jay (1839-1921), figlia di John Jay, ministro degli Stati Uniti in Austria-Ungheria, nipote di William Jay e pronipote di John Jay, Presidente della Corte Suprema degli Stati Uniti.
Nel 1863, ad eccezione di un interesse passeggero per l'AASS, la Chapman si ritirò dalla vita pubblica e per i due decenni successivi, fino alla sua morte a Weymouth il 12 luglio 1885, “assaporò il successo percepito della sua causa e, allo stesso modo, il suo ruolo nella vittoria”.

## Opere
- Songs of the Free and Hymns of Christian Freedom (1836)
- Right and Wrong in Boston (1836)
- Right and Wrong in Massachusetts (1839)
- "Pinda: A True Tale" (1840)
- "The Times That Try Men's Souls" (1848)[18]
- "How Can I Help Abolish Slavery? or, Counsels to the Newly Converted" (1855) - also at Gutenberg.org
- Memorials of Harriet Martineau (1877)